# Тюлькас
Ближний Тюлькас или Тюлькас (в верхнем течении) — река в России, протекает по Башкортостану. Устье реки находится в 18 км от устья реки Усолка по левому берегу. Длина реки составляет 11 км.

## Данные водного реестра
По данным государственного водного реестра России относится к Камскому бассейновому округу, водохозяйственный участок реки — Белая от города Стерлитамак до водомерного поста у села Охлебино, без реки Сим, речной подбассейн реки — Белая. Речной бассейн реки — Кама.
Код объекта в государственном водном реестре — 10010200712111100018623.